# 建依別賞
建依別賞（たけよりわけしょう）は、高知県競馬組合が高知競馬場ダート1400メートルで施行する地方競馬の重賞競走である。高知競馬で行われる、夏の短距離重賞として定着している。農林水産省が賞を提供しているため、正式名称は農林水産大臣賞典建依別賞と表記される。

## 概要
1977年にダート1600mの重賞競走「建依別特別」として創設。その後1985年に1400mに短縮され、1989年に現在のレース名に変更され、現在に至る。
「建依別」は日本神話・国産みの段に登場する土佐国の神名・古名である。
2009年から2011年まで近畿・中国・四国地区交流、2012年は中国・四国地区交流として施行された。2019年現在、高知所属限定の競走となっている。

### 条件・賞金（2024年）
出走条件
サラブレッド系3歳以上、高知所属。
トレノ賞の上位3頭に優先出走権が付与されている。
負担重量
定量で、3歳56kg、4歳以上57kg、牝馬は2kg減。
賞金額
1着1000万円、2着350万円、3着200万円、4着150万円、5着100万円、6着以下50万円。

## 歴代優勝馬 （1997年以降）
| 回数   | 施行日        | 優勝馬             | 性齢 | 所属 | タイム | 優勝騎手 | 管理調教師 | 馬主                           |
| ------ | ------------- | ------------------ | ---- | ---- | ------ | -------- | ---------- | ------------------------------ |
| 第20回 | 1997年8月17日 | スーパープレイ     | 牡8  | 高知 | 1:28.8 | 花本正三 | 谷力       | 高野道生                       |
| 第21回 | 1998年8月9日  | マルカイッキュウ   | 牡8  | 高知 | 1:29.4 | 鷹野宏史 | 松岡利男   | 門田俊二                       |
| 第22回 | 1999年8月8日  | ブリッジテイオー   | 牡10 | 高知 | 1:27.5 | 西川敏弘 | 松下博昭   | 山崎大吉                       |
| 第23回 | 2000年8月6日  | マチカネホシマツリ | 牡6  | 高知 | 1:28.9 | 戸梶由則 | 松岡利男   | （有）待兼牧場                 |
| 第24回 | 2001年8月12日 | エイシングランツ   | 牡8  | 高知 | 1:28.8 | 北野真弘 | 竹内昭利   | 木村都                         |
| 第25回 | 2002年8月11日 | エイシンドーサン   | 牡8  | 高知 | 1:29.0 | 徳留康豊 | 竹内昭利   | 木村都                         |
| 第26回 | 2003年8月17日 | ナムラコクオー     | 牡12 | 高知 | 1:29.6 | 中越豊光 | 田中守     | 北山淳子                       |
| 第27回 | 2004年8月8日  | ストロングボス     | 牡6  | 高知 | 1:30.0 | 宮川実   | 打越初男   | 古味裕章                       |
| 第28回 | 2005年8月7日  | ストロングボス     | 牡7  | 高知 | 1:31.6 | 宮川実   | 打越初男   | 古味裕章                       |
| 第29回 | 2006年8月13日 | ケージーアフリート | 牡6  | 高知 | 1:31.4 | 倉兼育康 | 松下博昭   | 土居節男                       |
| 第30回 | 2007年8月12日 | トサローラン       | 牡5  | 高知 | 1:31.6 | 赤岡修次 | 松木啓助   | 岡林英雄                       |
| 第31回 | 2008年8月31日 | トサローラン       | 牡6  | 高知 | 1:30.5 | 中西達也 | 松木啓助   | 岡林英雄                       |
| 第32回 | 2009年8月23日 | スパイナルコード   | 牡5  | 高知 | 1:32.2 | 西川敏弘 | 大関吉明   | 西森鶴                         |
| 第33回 | 2010年8月22日 | サウロビスティー   | 牝4  | 高知 | 1:32.4 | 赤岡修次 | 田中守     | 備前島敏子                     |
| 第34回 | 2011年8月26日 | プラネットワールド | 牝7  | 高知 | 1:30.8 | 赤岡修次 | 田中守     | 野本稔子                       |
| 第35回 | 2012年8月24日 | リワードアリオン   | 牡6  | 高知 | 1:29.5 | 永森大智 | 雑賀正光   | 宮崎忠比古                     |
| 第36回 | 2013年8月25日 | ファイアーフロート | 牡7  | 高知 | 1:29.1 | 宮川実   | 松木啓助   | 岡林英雄                       |
| 第37回 | 2014年8月24日 | ファイアーフロート | 牡8  | 高知 | 1:28.8 | 赤岡修次 | 松木啓助   | 岡林英雄                       |
| 第38回 | 2015年8月30日 | エプソムアーロン   | 牡11 | 高知 | 1:27.6 | 永森大智 | 雑賀正光   | 宮崎冴子                       |
| 第39回 | 2016年8月28日 | メイショウパーシー | 牡7  | 高知 | 1:30.1 | 宮川実   | 打越勇児   | 松本桂昌                       |
| 第40回 | 2017年8月27日 | カッサイ           | 牡6  | 高知 | 1:29.6 | 永森大智 | 雑賀正光   | 小菅誠                         |
| 第41回 | 2018年8月19日 | サクラレグナム     | 牡9  | 高知 | 1:28.9 | 赤岡修次 | 田中守     | 谷岡真喜                       |
| 第42回 | 2019年8月25日 | ケイマ             | 牡6  | 高知 | 1:26.6 | 永森大智 | 別府真司   | 石川幸司                       |
| 第43回 | 2020年8月23日 | スリラーインマニラ | 騸7  | 高知 | 1:30.7 | 赤岡修次 | 田中守     | 古賀慎一                       |
| 第44回 | 2021年8月22日 | スペルマロン       | 騸7  | 高知 | 1:28.1 | 倉兼育康 | 別府真司   | 西森功                         |
| 第45回 | 2022年8月21日 | アメージングラン   | 牡5  | 高知 | 1:29.4 | 永森大智 | 打越勇児   | 遠山淳                         |
| 第46回 | 2023年8月20日 | アポロティアモ     | 牡6  | 高知 | 1:28.4 | 吉原寛人 | 田中守     | 伊藤とみ枝                     |
| 第47回 | 2024年9月16日 | ヘルシャフト       | 牡7  | 高知 | 1:28.3 | 吉原寛人 | 打越勇児   | （株）カナヤマホールディングス |

### 各回競走結果の出典
- 建依別賞 歴代優勝馬 - 地方競馬全国協会
- JBISサーチ
  - 1997年，1998年，1999年，2000年，2001年，2002年，2003年，2004年，2005年，2006年，2007年，2008年，2009年，2010年，2011年，2012年，2013年，2014年，2015年，2016年，2017年，2018年，2019年，2020年，2022年，2023年，2024年